# Ракуша (Калмыкия)
Ракуша — бывшее село в Лаганском районе Республики Калмыкия. Село находилось на Прикаспийской низменности на южном берегу Лаганского банка, к юго-востоку от села Лагань. В настоящее время юго-восточная часть Лагани. К юго-востоку от села располагались сёла Ракуша Русская и Ракуша Калмыцкая.

## История
Дата основания не установлена. Село Ракуша было передано Калмыцкой автономной области 9 мая 1927 года. Впервые отмечено на американской военной карте окрестностей Астрахани 1943 года. С 1930 года относилось к Приморскому улусу Калмыцкой АО, с 1935 года Лаганскому улусу Калмыцкой АССР. По состоянию на 1 ноября 1929 год в Ракуше действовала приходская школа. С 1932 года - начальная русская школа.
28 декабря 1943 года калмыцкое население села было депортировано, село, как и другие населённые пункты Лаганского улуса, включено в состав Астраханской области. В 1950 году открыта семилетняя школа.
С 1956 года после отмены ограничений по передвижению на территорию бывшей Калмыцкой АССР начинают возвращаться калмыки. В 1957 году село передано в состав вновь образованной Калмыцкой АО. В 1961 года местная школа получила статус восьмилетней. Впоследствии село включено в состав рабочего посёлка Каспийский. 
Топоним "Ракуша" сохранился в названии улицы Ракушинская в юго-восточной части Лагани.